# Клеменс Франц Баварски
Клеменс Франц де Паула принц Баварски (на немски: Clemens Franz von Paula von Bayern; Clemens von Wittelsbach; * 19 април 1722, Мюнхен; † 6 август 1770, Мюнхен) от династията Вителсбахи (линията Бавария-Мюнхен), е наследствен курпринц на Курфюрство Бавария (1745 – 1770) след смъртта на курфюрст Максимилиан III Йозеф. Той е кавалер на „Ордена на Златното руно“.

## Живот
Син е на императорския фелдмаршал Фердинанд Баварски (1699 – 1738), принц от Курфюрство Бавария, и Мария Анна Нойбургска (1693 – 1751), дъщеря на принц и пфалцграф Филип Вилхелм фон Пфалц-Нойбург. По баща е внук на курфюрст Максимилиан II Емануел Баварски.
Клеменс Франц се жени на 17 януари 1742 г. в Манхайм за пфалцграфиня Мария Анна фон Пфалц-Зулцбах (1722 – 1790), дъщеря на принц Йозеф Карл фон Пфалц-Зулцбах и Елизабет Августа София фон Пфалц-Нойбургска, дъщеря на курфюрст Карл III Филип фон Пфалц-Нойбург. Те имат един син и три дъщери, които умират в деня на раждането им.
Клеменс Франц умира на 6 август 1770 г. в Мюнхен на 48 години. Погребан е в Театинската църква в Мюнхен. Сърцето му е погребано отделно и се намира, както и на съпругата му в Гнаденкапелата на Алтьотинг.

## Деца
- Мария (*/† 30 септември 1748, Мюнхен)
- син (*/† 31 май 1754, Мюнхен)
- Мария Анна (*/† 28 януари 1755, Мюнхен)
- син (*/† 23 юни 1756, Мюнхен)